# Edward Careels
Edward Careels (Lier, 3 februari 1857 - aldaar, 22 oktober 1933) was een architect en directeur van de Stedelijke Academie voor Schone Kunsten in Lier (1920-1929). 
Van 1893 tot 1899 was hij leraar in de Academie voor Schone Kunsten en gaf onderricht in het vak "boetseren".

## Werken

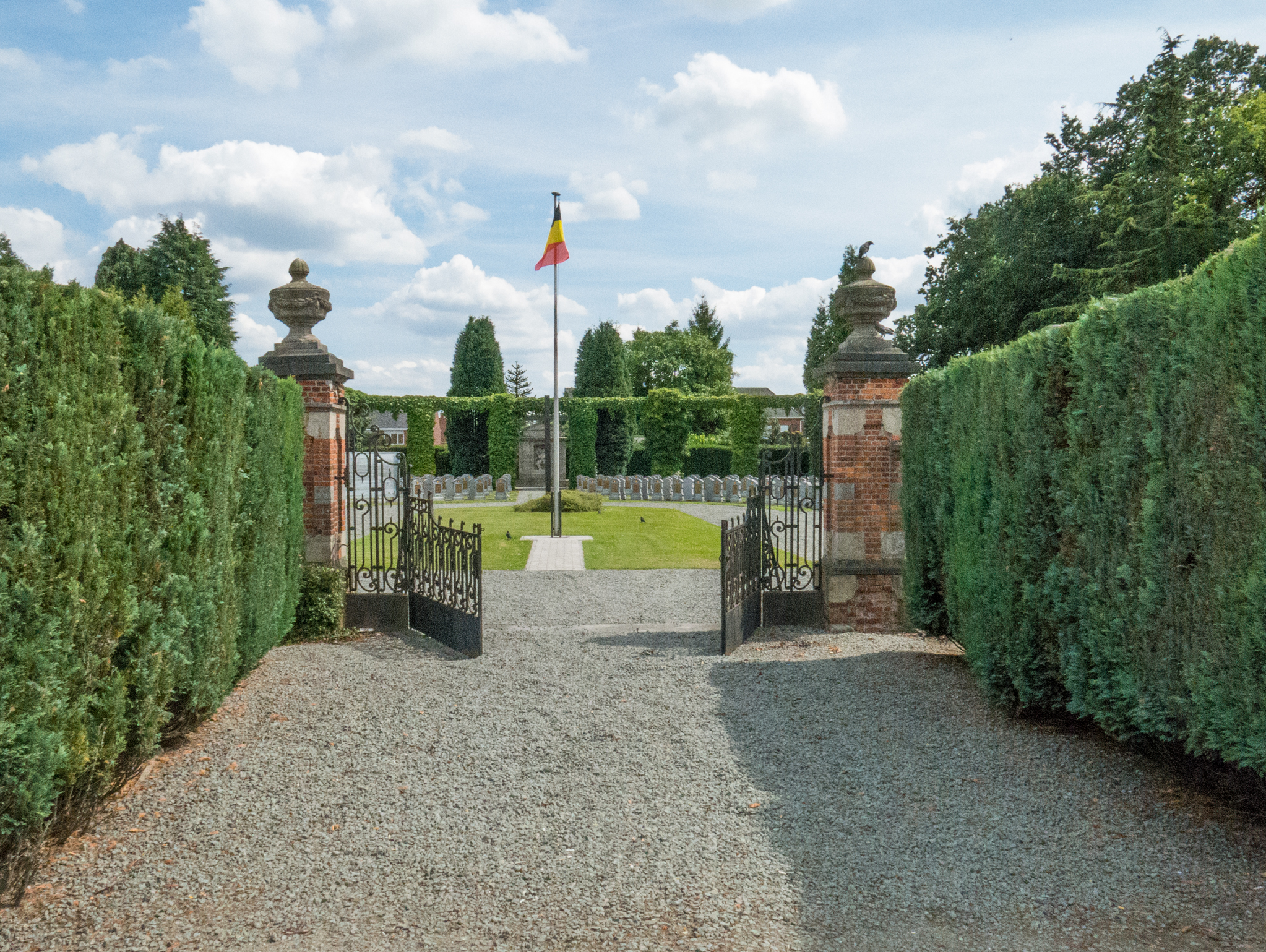
Belgische Militaire Begraafplaats van Lier.

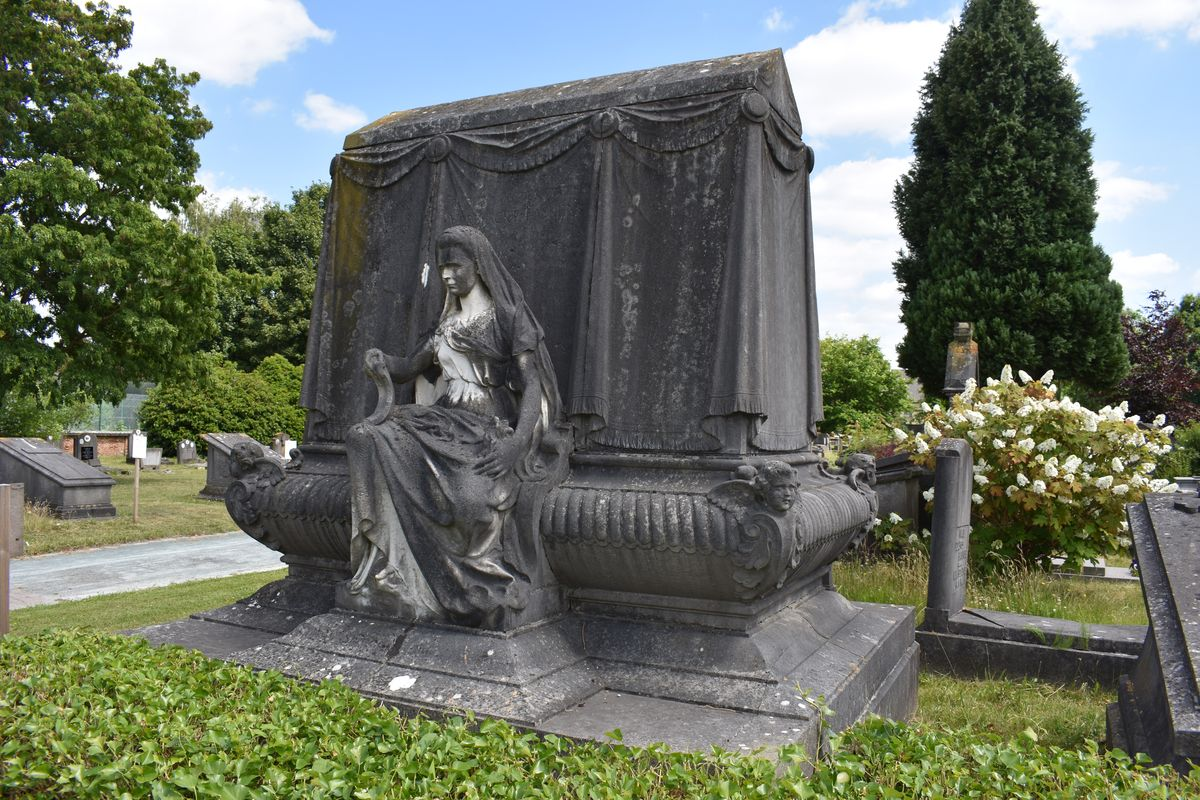
Sarcofaag van de familie Verberckt-Eyskens.

Careels was een bedreven architect die in en om Lier samen met zijn zoon Gustaaf Careels (1896-1975) een groot aantal gebouwen zoals kerken (Heilige Familiekerk), de Belgische militaire begraafplaats van Lier, landhuizen (Landhuis in Bornem), scholen en gemeentehuizen (gemeentehuis van Kessel) bouwde.
Careels was provinciaal architect van de provincie Antwerpen en stond mee in voor de heropbouw na de Eerste Wereldoorlog. Hij was actief in het arrondissement Mechelen. 
Careels maakte het ontwerp voor de gemeentelijke begraafplaats van Onze-Lieve-Vrouw-Waver, die vanaf 1905 aangelegd werd. In die periode ontwierp hij ook de nieuwe dorpskern van Onze-Lieve-Vrouw-Waver met een uitbreiding van het kerkgebouw, een nieuw gemeentehuis en een nieuwe pastorie. Het geheel kreeg een monumentale uitstraling.
In 1907 ontwierp hij de nieuwe kerk voor de zusters Ursulinen te Onze-Lieve-Vrouw-Waver en verzorgde hij na de Eerste Wereldoorlog de wederopbouw van het  Ursulinenklooster van Onze-Lieve-Vrouw-Waver. Dat was zijn grootste opdracht in het kader van zijn privé-praktijk.
Na de verwoesting van de dorpskern van het dorp Onze-Lieve-Vrouw-Waver tijdens de nacht van 29 op 30 september 1914 werd hij als provinciaal bouwmeester belast met de wederopbouw van de door hem eerder ontworpen kerk, gemeentehuis en pastorie.
Hij ontwierp ook grafmonumenten, zoals de indrukwekkende sarcofaag van de familie Verberckt-Eyskens op het Begraafpark Mechelsepoort te Lier. 
- Union List of Artist Names: 500230652
- Virtual International Authority File: 172474019